# The U.S. vs. John Lennon (colonna sonora)
The U.S. vs. John Lennon è un album discografico che contiene la colonna sonora dell'omonimo film documentario del 2006.

## Tracce
Tutte le tracce sono di John Lennon tranne dove è indicato diversamente.
1. Power to the People – 3:22
2. Nobody Told Me – 3:34
3. Working Class Hero – 3:48
4. I Found Out – 3:37
5. Bed Peace (John Lennon, Yoko Ono)
6. The Ballad of John and Yoko (Lennon, McCartney) – 3:00
7. Give Peace a Chance(Lennon, McCartney) – 4:50
8. Love – 3:23
9. Attica State (live)
10. Happy Xmas (War Is Over) (Lennon, Ono) – 3:37
11. I Don't Wanna Be a Soldier Mama – 6:05
12. Imagine – 3:02
13. How Do You Sleep? (strumentale)
14. New York City – 4:30
15. John Sinclair (live)
16. Scared
17. God – 4:09
18. Here We Go Again
19. Gimme Some Truth – 3:15
20. Oh My Love (Lennon, Ono) – 2:44
21. Instant Karma! – 3:20